# Roca Negra
La Roca Negra, es una pequeña isla baja, situada en las coordenadas (53°39′S 41°48′O / -53.650, -41.800), a 18 kilómetros al sudeste de las Rocas Cormorán y aproximadamente a 194 kilómetros al oesnoroeste de la isla San Pedro. La Roca Negra es considerada como parte de las islas Aurora, hecho informado por el barco Aurora en el año 1762. Fue trazada su cartografía en 1927 por el personal de William Scoresby.
La Roca Negra y las Rocas Cormorán están sobre la ruta de la isla de los Estados y las islas Malvinas a la islas  Georgias del Sur, sobre la montaña dorsal marina del Scotia, la continuación de la Cordillera de los Andes.
Este accidente geográfico es uno de los puntos que determinan las líneas de base de la República Argentina, a partir de las cuales se miden los espacios marítimos que rodean al archipiélago.
La roca es administrada por el Reino Unido como parte del territorio de ultramar de las Islas Georgias del Sur y Sandwich del Sur, pero se encuentra reclamada por la República Argentina que la considera parte del Departamento Islas del Atlántico Sur dentro de la provincia de Tierra del Fuego, Antártida e Islas del Atlántico Sur.